# FashionTV
FashionTV é um canal de televisão por assinatura dedicado à moda. Foi fundado na França em 1997 pelo seu presidente Michel Adam Lisowski. Atualmente o é coberto em mais de 300 milhões de lares em 202 países dos cinco continentes.

## Programação
Sua programação inclui 24 horas por dia de estilo, moda e beleza, clips, com 500 horas de programas novos a cada ano, seriados, e cerca de 600 novos clipes de todas as estações.

## Distribuição
Em toda a América Latina o canal era distribuído pela Turner, até seu encerramento de contrato em 2011. A empresa BoxBrazil TV relançou a marca no país em junho de 2012.

## Canal masculino
O FashionTV tem um canal dedicado exclusivamente ao público masculino: O F MEN está disponível em países da Europa, Ásia, África e América.